# Mohammed Hassan Achund

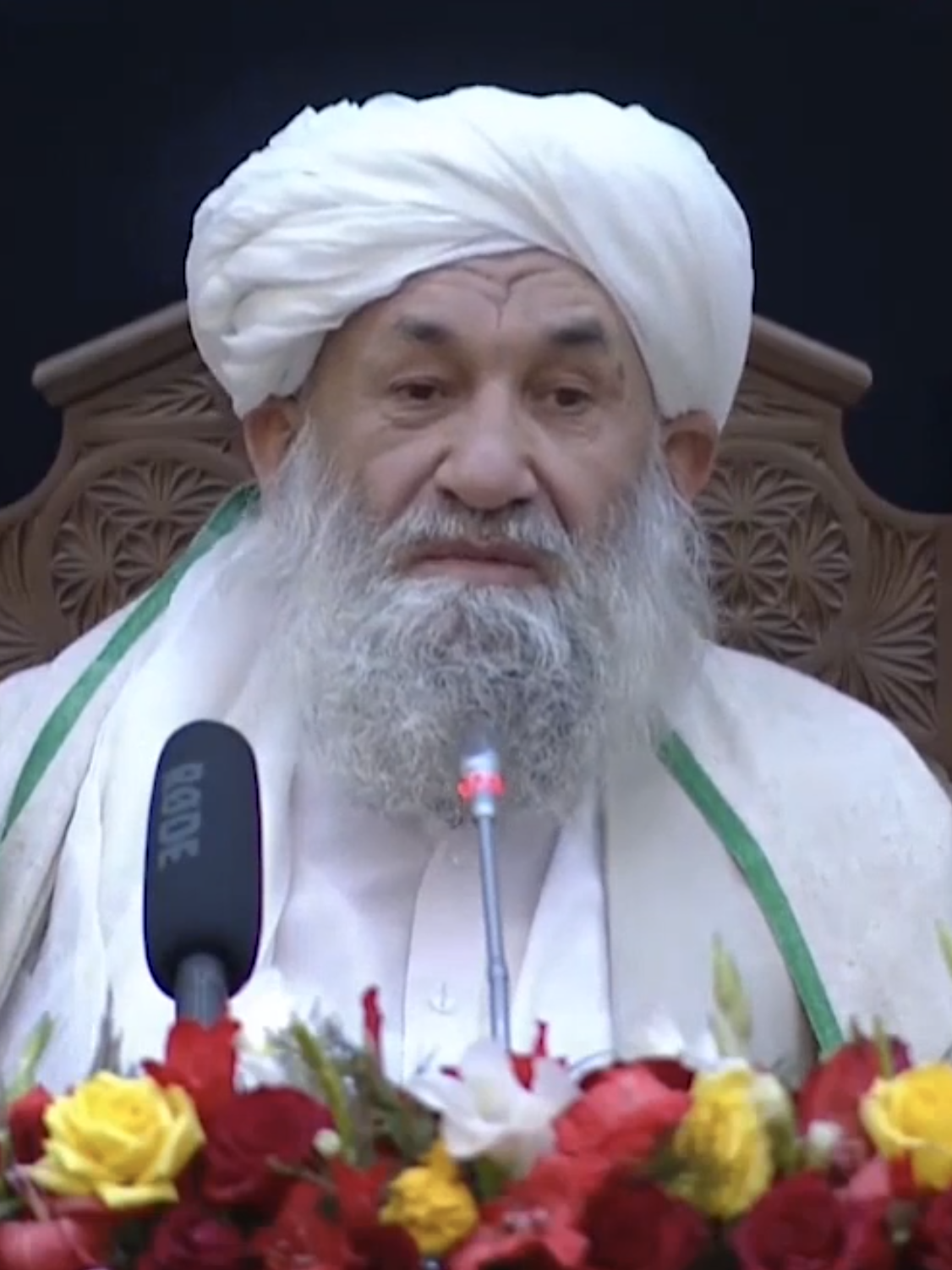
Achund (2022)

Mohammed Hassan Achund, auch Mohammad Hassan Akhund (paschtunisch محمد حسن اخوند, persisch محمدحسن آخند; *  zwischen 1945 und 1958 in Panjwai) ist ein führendes Mitglied der Taliban. Er war vom 7. September 2021 bis zum 17. Mai 2023 Ministerpräsident des Islamischen Emirats Afghanistan.

## Laufbahn
Achund wurde laut Angaben der Vereinten Nationen in der Zeit des Königreichs Afghanistan in der Provinz Kandahar geboren. Er ist Paschtune, gehört dem Stamm der Kakar an und soll ein Nachfahre des afghanischen Staatsgründers Ahmad Schah Durrani sein. Er studierte in verschiedenen Madrasas in Afghanistan. Anders als viele Taliban-Führer nahm Achund nicht am sowjetisch-afghanischen Krieg teil. Hassan Achund gilt als eines der ältesten Mitglieder der Taliban und war ein enger Mitarbeiter von Mohammed Omar, dem ersten Führer der Bewegung. Während der ersten Taliban-Herrschaft (1996–2001) war er 1998 bis 1999 Außenminister Afghanistans. In dieser Zeit war er auch stellvertretender Premierminister. Als Außenminister war er für die Eröffnung diplomatischer Beziehungen des Regimes mit Pakistan, Saudi-Arabien und den Vereinigten Arabischen Emiraten verantwortlich. Nach dem Fall des ersten Taliban-Regimes gehörte er zu den Führern des Taliban-Aufstandes (2001–2021). Hassan Achund war zeitweise Mitglied der Schura von Quetta. Im Jahr 2013 war er Chef der Taliban-Kommissionen und Leiter der Rekrutierungskommission. Achund steht auf der Sanktionsliste der Vereinten Nationen.
Nach der Rückkehr der Taliban an die Macht im August 2021 wurde Achund im September 2021 zum Interimspremierminister ernannt. Erst am 27. November sprach er erstmals zum Volk. Er behauptete, die Taliban hätten ihre Versprechen erfüllt, indem sie ihren Kampf gegen ausländische Kräfte bis zur Einsetzung einer islamischen Regierung und der Stabilisierung des Landes fortgesetzt hätten. Er erklärte ferner, dass es Hungersnöte, Arbeitslosigkeit und Preissteigerungen bereits vor der Machtübernahme durch die Taliban im Land gegeben habe.

## Bewertung
Seine Ernennung wurde als Kompromiss zwischen den Gemäßigten und den Hardlinern unter den Taliban angesehen. Achund gilt laut der BBC mehr als religiöser denn als militärischer Führer. Seine anfängliche Regierung enthält allerdings eine große Anzahl an Hardlinern der Organisation, keine Mitglieder anderer Organisationen, bis auf ein Kabinettsmitglied nur Paschtunen und keine Frauen.